# Barbara Stępniakówna

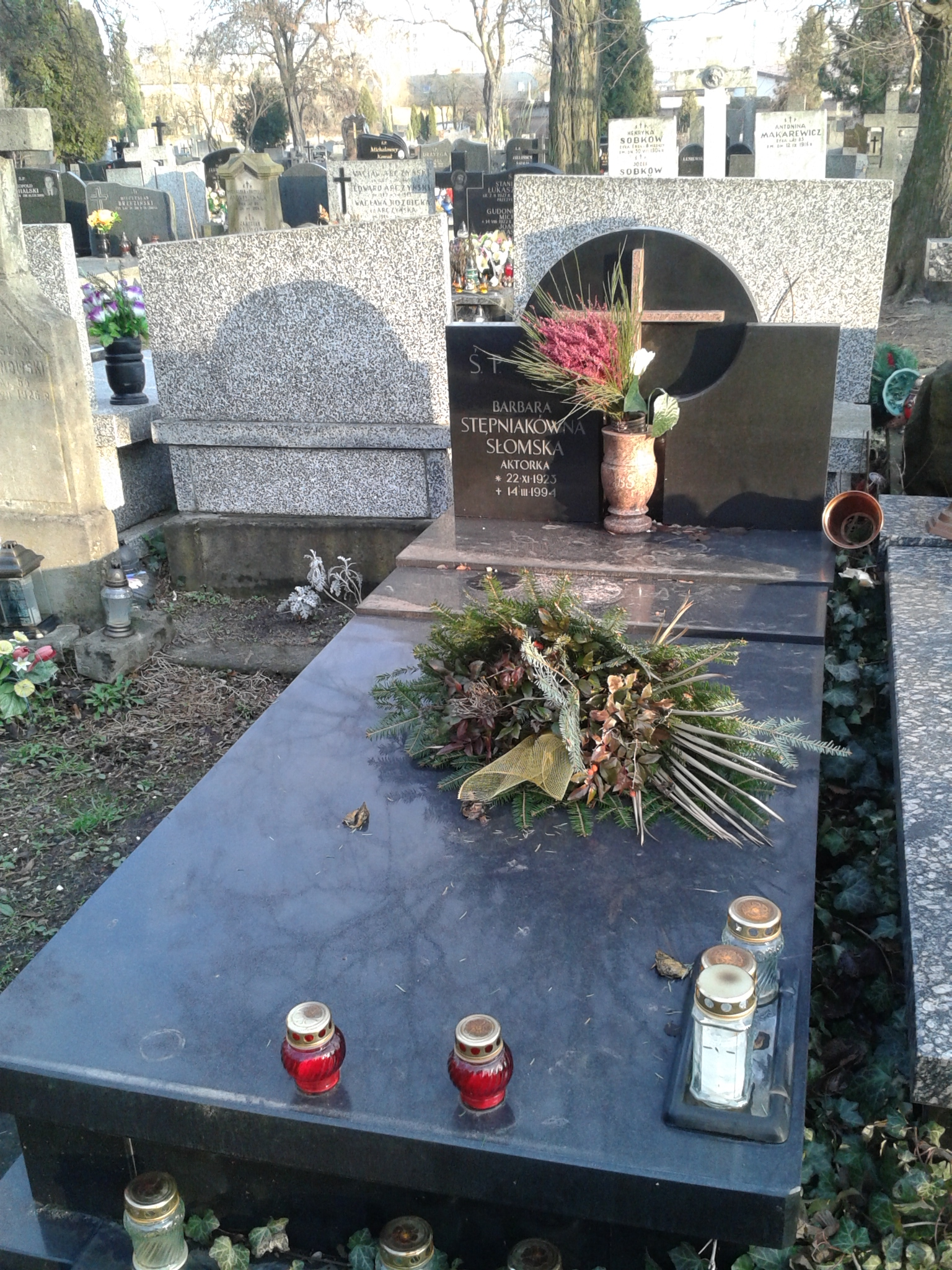
Grób Barbary Stępniakówny na cmentarzu Bródnowskim

Barbara Stępniakówna-Słomska (ur. 22 listopada 1923 w Warszawie, zm. 14 marca 1994 tamże) – polska aktorka teatralna i filmowa.
Uczęszczała do Miejskiej Szkoły Dramatycznej założonej przez Janusza Strachockiego. W 1946 złożyła egzamin eksternistyczny i otrzymała angaż w Miejskich Teatrach Dramatycznych w Warszawie. Po dwóch sezonach przeniosła się do Teatru Wojska Polskiego w Łodzi, ale nie grała tam długo, przed upływem sezonu powróciła do Warszawy i znalazła etat w Ludowym Teatrze Muzycznym. Po dwóch sezonach przeniosła się do Teatru Powszechnego, gdzie grała do 1958. Następnie występowała w Teatrze Klasycznym, a od 1961 w Teatrze Syrena. W 1964 związała się ze sceną Teatru Komedia i grała tam do 1990, kiedy scena przestała istnieć. Barbara Stępniakówna była również aktorką i lektorką radiową, jej współpraca z Polskim Radiem miała charakter stały. Zagrała w dwóch filmach, były to Panny z Wilka i piąty odcinek serialu Punkt widzenia. Pochowana na cmentarzu Bródnowskim (kw. 15F-II-9).